# Filippo Bencardino
Filippo Bencardino (Belvedere Marittimo, 20 ottobre 1948) è un geografo italiano.
Professore ordinario di Economia e politica del territorio presso l'Università degli Studi del Sannio. Dal 2006 al 2013, ha assunto la carica di Rettore dell’Università degli Studi del Sannio. È stato Presidente della Società Geografica Italiana, dal 2015 al 2019.

## Biografia
Filippo Bencardino ha conseguito la Laurea in Geografia politica presso l’Università Orientale di Napoli. È stato docente di Geografia politica ed economica presso l’Istituto Universitario Orientale di Napoli e l’Università degli Studi di Teramo. Dal 1998 al 2018, è stato Professore Ordinario di Economia e politica del territorio presso la Facoltà di Scienze Economiche e Aziendali dell’Università degli Studi del Sannio.
Tra i fondatori dell’Ateneo, sin dai primi anni Ottanta ne ha ricoperto ruoli importanti (membro del Comitato promotore e componente del Consorzio per la Promozione della cultura e la valorizzazione degli studi universitari, responsabile di Corso di Laurea, membro del Consiglio di Amministrazione). È stato coordinatore del Dottorato di Ricerca in Analisi dei Sistemi Economici e Sociali: Imprese, Istituzioni, Territorio istituito presso lo stesso Ateneo, Preside della Facoltà di Economia, pro-Rettore dal 2000 al 2006 e Rettore dell’Università degli Studi del Sannio dal 2006 al 2013.
La sua attività ha riguardato particolarmente l’analisi delle correlazioni di ordine politico ed economico che agiscono sul territorio, volta alla definizione di politiche regionali finalizzate allo sviluppo. Ha indagato, inoltre, le problematiche connesse alla interazione locale-globale, allo sviluppo sostenibile, alle nuove forme della negoziazione nell’organizzazione del territorio, all’innovazione territoriale, alle relazioni tra nuove
tecnologie e pianificazione del territorio, alle politiche di sviluppo rurale. Il 16 maggio 2017 in occasione dell'incontro internazionale sul tema "La Rete delle Società Geografiche per le nuove esplorazioni del mondo" nel 150º anniversario di fondazione della Società Geografica Italiana, ha accolto a Villa Cerimontana il Presidente della Repubblica Sergio Mattarella. Tale evento è stato celebrato da una targa commemorativa presso la sede del sodalizio da lui presieduto. La sua esperienza presso l'istituzione emerge in un lavoro monografico, in cui l'Autore rappresenta la gestione dell'ultimo ventennio del Sodalizio come espressione della crisi che ha investito il mondo della cultura e come esempio da non imitare .

## Incarichi istituzionali
È stato Preside della Facoltà di Economia dell’Università degli studi del Sannio dal 1998 al 2000. Pro-Rettore dell’Università degli Studi del Sannio dal 2000 al 2006. Rettore dell’Università degli Studi del Sannio dal 2006 al 2013. È stato presidente del Coordinamento Regionale delle Università Campane. 
È stato membro del Consiglio di Amministrazione della Fondazione Piero Sraffa, nonché membro del Comitato ministeriale per le manifestazioni in memoria di Marco Polo.
Dal 2015 al 2019 ha assunto la Presidenza della Società Geografica Italiana. 

Bencardino ha fatto anche politica attiva nella città di Benevento, dove è stato assessore provinciale alla Cultura e al Turismo della prima giunta presieduta da Carmine Nardone.

## Pubblicazioni
È autore di più di cento articoli in riviste scientifiche, contributi in volume e proceedings. Qui elencati i contributi monografici:
- Benevento. Funzioni urbane e trasformazioni territoriali tra XI e XX secolo, Edizioni Scientifiche Italiane, 1991.
- Lingua, cultura, territorio. Rapporti ed effetti geografici, Pàtron collana Geografia dello sviluppo territoriale, 1992.
- Nuova costituzione federale e sviluppo locale nel Mezzogiorno, Franco Angeli, 2002.
- Geografia economica, McGraw-Hill Education collana Collana di istruzione scientifica, 2006.
- Geografia del turismo, McGraw-Hill Education collana College, 2007.
- Turismo e territorio. L'impatto economico e territoriale del turismo in Campania, Franco Angeli, 2010.
- Sviluppo locale e turismi. Laboratorio sociologico per le intelligenze territoriali, Irs Campania, 2012.
- Mezzogiorno-agricoltura. Processi storici e prospettive di sviluppo nello spazio euromediterraneo, Franco Angeli, 2012.
- Il sole non illumina la Società Geografica Italiana Archiviato il 9 luglio 2023 in Internet Archive.,  Francesco D'Amato, 2022.